# 1907年大西洋飓风季
1907年大西洋飓风季的活跃度很低，一共只形成五场热带风暴，并且是有纪录以来第一个没有飓风形成的大西洋飓风季，这项纪录之后仅有1914年大西洋飓风季追平。全季五场风暴中有三场曾经登陆，并且登陆点都在美国墨西哥湾沿岸地区。
飓风季于1907年6月1日正式开始，同年11月30日结束，传统上每年绝大多数热带或亚热带气旋都是这段时间在大西洋盆地形成。本季首场风暴于6月24日成型，最后一场在11月12日消散。各风暴造成的破坏程度都很轻，而且没有导致人员丧生。20世纪初，包括气象卫星在内的各种现代观测手段尚未面世，气象信息极度缺乏。有文献估计本季还有另外四个天气系统形成，但信息已无法确认，甚至不能肯定这些气旋都属于热带天气系统。

## 背景
包括卫星图像在内的各种现代热带气旋追踪技术面世前，许多没有直接影响陆地的飓风都不为人类所知，而且人们往往要在受袭后才能确认风暴存在，这导致年代久远的许多飓风季信息不够完整。气象学家已在使用现代技术手段设法确定已知风暴的移动路线，同时确认是否还有之前未发现的气旋存在，目前这项工作仍在继续。许多飓风存在的仅有证据就是沿途船只的报告，根据船上经受的风速、风向，以及风暴与船的相对位置来大致推断气旋环流中心当时所在位置。1907年大西洋飓风季全部五场风暴都是飓风专家何塞·费尔南德斯-帕塔加斯（José Fernández-Partagás）在重新分析1851至1910年大西洋飓风季期间通过这种方式确认存在，他还进一步完善之前已由学界确认存在的另外三场飓风的路径。美国国家海洋和大气管理局的大西洋飓风再分析计划认同帕塔加斯及其同僚的绝大多数发现，并根据这些发现更新大西洋飓风数据库，但部分内容略有调整。大西洋飓风数据库是此类风暴路径、强度等数据的正式来源，但考虑到当时的可靠纪录太少，部分风暴的信息可能依然有欠完整。
截至2016年，有纪录以来的所有大西洋飓风季中只有两个完全没有热带气旋达到飓风强度，其中1907年大西洋飓风季是第一个，另一个则是1914年飓风季。本季首场热带风暴的最大持续风速比另外几场风暴都高，是有纪录以来强度最弱的大西洋飓风季“最强”风暴。重新分析结果表明，1907年还可能有另外四个天气系统形成，但信息已无法确认，甚至不能肯定这些气旋都属于热带天气系统:62。整个飓风季的所有风暴都没有造成人员遇难，破坏程度也很轻。

## 风暴

### 第一号热带风暴
根据大西洋飓风数据库记载，本季首场热带风暴于6月24日在西加勒比海成型，位置信息是根据船只报告推测，并且数据不足以保障准确:57。气旋起初蜿蜒朝西北偏西方向飘移，然后在次日下午开始转向西北。6月26日晚，风暴从尤卡坦半岛和古巴之间经过，此后不久便进入墨西哥湾。气旋继续缓慢增强，于6月28日开始朝东北大幅转向。
风暴向东北偏东方向沿美国墨西哥湾沿岸地区平行移动，最终于6月29日清晨从佛罗里达州西北狭长地带登陆。气旋在向内陆移动期间略有减弱，再于当天早上从乔治亚州进入大西洋。风暴此时达到持续风速每小时100公里的最高强度，但不到六小时后就转变成温带气旋。当晚，温带风暴抵达新泽西州，又于6月30日进入缅因州境内:57。2003年，美国海洋和大气管理局小幅调整大西洋飓风数据库，这场风暴此前由帕塔加斯等人估计的路径和强度有小幅调整，其中登陆点略朝西移，并根据佛罗里达州杰克逊维尔提供的数据把6月29日的风暴风速略加提升。

### 第二号热带风暴
历史气象图的信息表明，9月16至17日间，大西洋盆地有向东移动的下层气流存在，但其中尚无闭合环流:58。9月18日，正朝西北偏西移动的天气系统在巴哈马和佛罗里达州之间发展成热带低气压。快速穿越佛罗里达州南部后，气旋于9月19日在墨西哥湾东南部上空增强成热带风暴，于9月20日清晨达到风力时速75公里的最高强度。9月21日，风暴开始转向北上，于次日登陆密西西比州海岸。气旋在内陆移动期间减弱，于当晚开始蜿蜒向东北偏东前进，不久后便转变成温带气旋。9月23日，温带风暴在弗吉尼亚州上空失去踪影。由于气旋登陆点附近也没有测得强烈风速，最强风速出现在风暴已转变成温带气旋后，因此帕塔加斯怀疑这个天气系统有可能不是热带气旋:59。

### 第三号热带风暴
9月23日，墨西哥韦拉克鲁斯州西北偏北的一艘船只发现天气系统:59，这片天气系统于9月27日在坎佩切湾成为热带风暴。气旋朝东北移动，缓慢加速的同时也在逐渐增强。9月28日，风暴向东北偏东方向的移动速度已达到每小时38公里，并在几乎同一时间达到持续风速每小时85公里的最高强度。气旋此时位于佛罗里达州西北狭长地带近海，此后不久便于9月29日登陆。风暴经过佛罗里达州北部和乔治亚州东南部，在此期间强度基本保持不变，最终于同一天在北卡罗莱纳州近海转变成温带气旋。风暴残留于次日同纽约以南的冷锋合并:61。
9月28日，路易斯安那州和密西西比州沿海地区收到风暴警告，但两州都没有遭遇狂风袭击。陆地上录得的最强阵风时速是佛罗里达州彭萨科拉所测的74公里。:61

### 第四号热带风暴
本届第四场热带风暴最早是在10月17日由百慕大西南方向的船只发现:61，大西洋飓风数据库认为气旋就是在这天成型，但由于缺乏数据而无法确定风暴的持续时间。气旋起初向东北偏东移动，于10月18日开始转向东北。10月19日，风暴略朝东北偏东转向，于当天转变成温带气旋，最终于10月20日消散。这场风暴存在的大部分时间里都保持在风力时速85公里的最高强度。

### 第五号热带风暴
本季最后一场热带风暴是由帕塔加斯在重新分析后确认存在，此前未经发现:62。系统于11月6日在向西南偏南方向移动期间形成，于次日突然向西南偏西大幅转向。11月8日，气旋又朝西北偏北大幅转向，风速达到每小时75公里，估计就是这场风暴的最高强度。气旋保持朝西北偏北前进，直至11月11日再转向东北偏北。次日，风暴转变成温带气旋。气旋所在海域存在强风，而且水温异常之高，达到21°C，帕塔加塔据此推测风暴属热带气旋:63。